# Grenzfelde (Pillkallen)
Grenzfelde, bis 1928 Marutschatschen, litauisch Maurušaičiai, ist ein verlassener Ort im Rajon Krasnosnamensk der russischen Oblast Kaliningrad.
Die Ortsstelle befindet sich an der Grenze zu Litauen vier Kilometer südwestlich von Kutusowo (Schirwindt) an der Straße nach Tretjakowo (Sodargen) am Grenzfluss Scherwinta (dt. Schirwindt).

## Geschichte

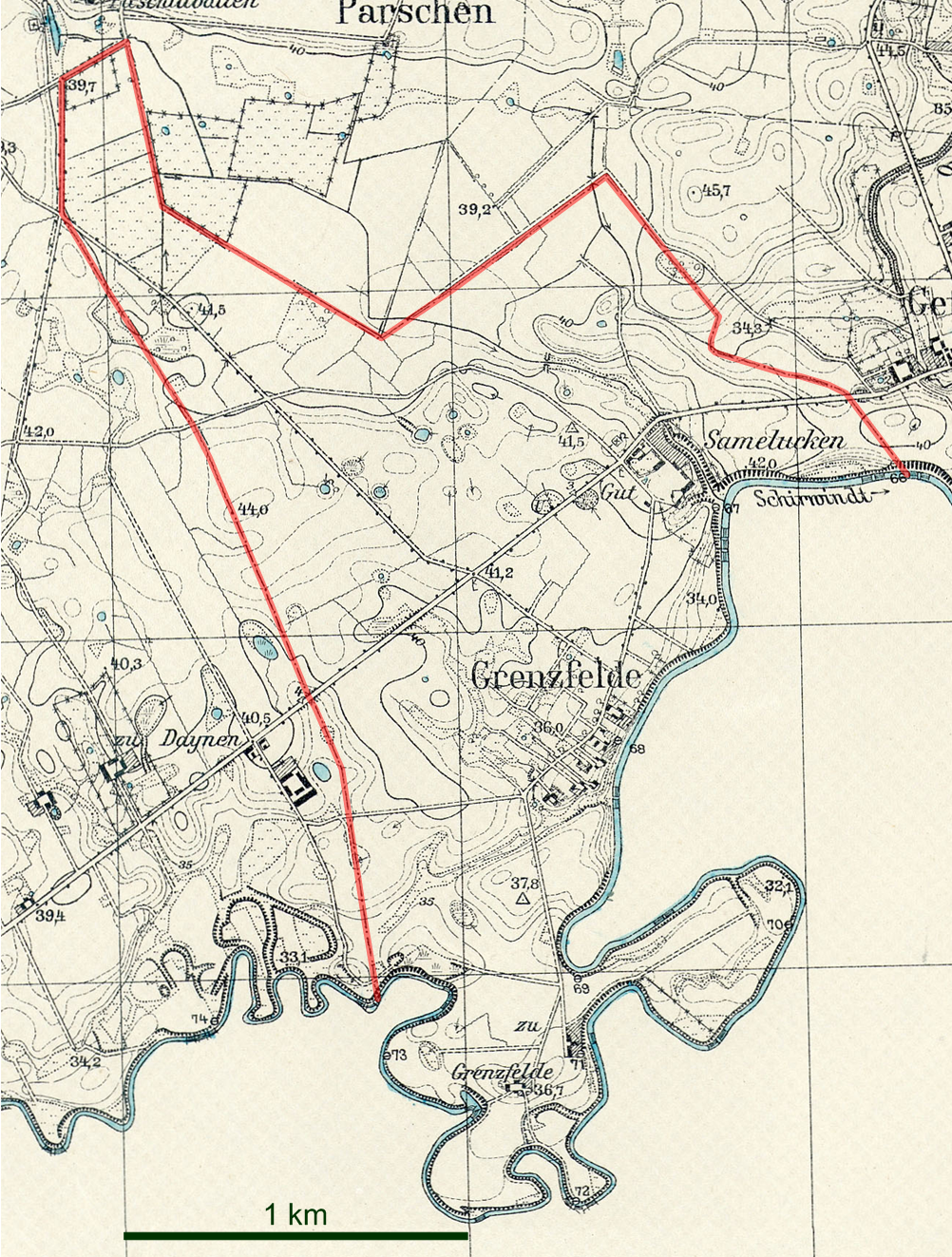
Die Gemeinde Grenzfelde auf einem Messtischblatt von 1937

Die Landgemeinde Grenzfelde wurde im Jahr 1928 durch Zusammenschluss der Landgemeinde Marutschatschen (s. u.) mit dem Gutsbezirk Samelucken (s. u.) gebildet. Sie gehörte zum Amtsbezirk Schirwindt im Kreis Pillkallen. 1945 kam der Ort in Folge des Zweiten Weltkrieges mit dem nördlichen Ostpreußen zur Sowjetunion. Einen russischen Namen erhielt er nicht mehr.

### Einwohnerentwicklung
| Jahr | Einwohner |
| ---- | --------- |
| 1933 | 92        |
| 1939 | 80        |

### Marutschatschen
Der seit 1774 nachweisbare Ort hieß zunächst Noritzschatschen. Um 1780 war Mauritzatschen ein königliches Bauerndorf. 1874 wurde die Landgemeinde Marutschatschen in den neu gebildeten Amtsbezirk Schirwindt eingegliedert. 1928 ging die Landgemeinde Marutschatschen in der neu gebildeten Landgemeinde Grenzfelde auf.

#### Einwohnerentwicklung
| Jahr | Einwohner | Bemerkungen                 |
| ---- | --------- | --------------------------- |
| 1867 | 141       |                             |
| 1871 | 108       |                             |
| 1885 | 84        |                             |
| 1905 | 75        | davon 17 litauischsprachige |
| 1910 | 65        |                             |

### Samelucken
Der Ort wurde 1580 als Sammallokaytes erwähnt, 1650 als Samulokaytis, 1660 als Samulucken und 1664 als Samalugken. Um 1780 bestand Samelucken aus zwei königlichen Bauernhöfen. 1874 wurde auch der Gutsbezirk Samelucken in den Amtsbezirk Schirwindt eingegliedert. 1928 wurde er an die neu gebildete Landgemeinde Grenzfelde angeschlossen. Ab 1938 wurde er dort als Ortsteil nicht mehr benannt.

#### Einwohnerentwicklung
| Jahr | Einwohner |
| ---- | --------- |
| 1867 | 27        |
| 1871 | 26        |
| 1885 | 34        |
| 1905 | 54        |
| 1910 | 47        |
| 1925 | 34        |

## Kirche
Grenzfelde wie auch Marutschatschen und Samelucken gehörten zum evangelischen Kirchspiel Schirwindt. Die Katholiken in Marutschatschen bzw. Grenzfelde (1905: 22 von 75 Bewohner) waren bis 1930 in Bilderweitschen und dann in Schillehnen eingepfarrt.